# Zdroje (gromada)
Zdroje (od 31 XII 1959 Bombla) – dawna gromada, czyli najmniejsza jednostka podziału terytorialnego Polskiej Rzeczypospolitej Ludowej w latach 1954–1972.
Gromady, z gromadzkimi radami narodowymi (GRN) jako organami władzy najniższego stopnia na wsi, funkcjonowały od reformy reorganizującej administrację wiejską przeprowadzonej jesienią 1954 do momentu ich zniesienia z dniem 1 stycznia 1973, tym samym wypierając organizację gminną w latach 1954–1972.
Gromadę Zdroje z siedzibą GRN w Zdrojach utworzono – jako jedną z 8759 gromad – w powiecie sokólskim w woj. białostockim, na mocy uchwały nr 22/V WRN w Białymstoku z dnia 4 października 1954. W skład jednostki weszły obszary dotychczasowych gromad Zdroje, Niemczyn, Zamczysk, Łapczyn, Przesławka i Bombla ze zniesionej gminy Korycin w tymże powiecie. Dla gromady ustalono 11 członków gromadzkiej rady narodowej.
31 grudnia 1959 do gromady Zdroje przyłączono wsie Brody, Brzozówka Koronna, Brzozówka Ziemiańska, Stok i Wojtachy oraz kolonie Podbrzozówka i Czarlona z gromady Krasne Folwarczne, po czym gromadę Zdroje zniesiono w związku z przeniesieniem siedziby GRN ze Zdrojów do Bombli i przemianowaniem gromady na gromada Bombla.